# Джеймс Осуалд
Джеймс Осуалд (на английски: James Oswald) е шотландски писател на произведения в жанра трилър и криминален роман. Пише фентъзи под псевдонима Дж. Д. Осуалд (J. D. Oswald).

## Биография и творчество
Джеймс Осуалд е роден през 1968 г. в Шотландия, в семейството на Дейвид и Джулиет Осуалд. През 1990 г. Завършва психология в Абърдинския университет. Има разнообразна кариера – от търговец на вино, диспечер на коли за международен превоз, до консултант по земеделие във ферма в Уелс. Родителите му загиват в пътна катастрофа през 2008 г., след което той се премества във фермата им от 350 акра в Североизточен Файф на 20 мили южно от Пърт. Там отглежда високопланински говеда и новозеландски овце.
От ученик е запален читател и винаги е искал да пише, но опитите му в областта на фентъзи жанра са отхвърлени от издателите. На фестивала на писателите на криминални романи в Харотейт се запознава с писателя Алън Гътри, който му препоръчва самостоятелно публикуване за пазара на Kindle на „Amazon.com“. А приятелят му, писателят Стюарт Макбрайд, го съветва да опита да пише криминални романи.
Първият му роман „Естествена смърт“ от поредицата „Случаите на инспектор Маклейн“ е издаден през 2012 г. Главният герой, младият инспектор Антъни „Тони“ Маклейн, разследва серийни убийства в Единбург, Шотландия, а една от жертвите е годеницата му. Първоначално публикува книгата самостоятелно в интернет за незначителна сума. Книгата за месец става бестселър в челната десетка на „Амазон“ и предизвиква интереса на издателите. С аванса от издателство „Penguin Books“ си купува нов трактор и може да отделя повече време за писателската си кариера.
През 2012 г. публикува и първите си книги от епичната фентъзи сага „Балада за сър Бенфро“.
Джеймс Осуалд живее със семейството си във Файф.

## Произведения

### Серия „Случаите на инспектор Маклейн“ (Inspector McLean Mysteries)
1. Natural Causes (2012)
Естествена смърт, изд.: ИК „Хермес“, Пловдив (2014), прев. Камен Велчев
2. The Book of Souls (2012)
Книга на душите, изд.: ИК „Хермес“, Пловдив (2015), прев. Стоянка Карачанова
3. The Hangman's Song (2014)
4. Dead Men's Bones (2014)
5. Prayer for the Dead (2015)
6. The Damage Done (2016)
7. Written in Bones (2017)
8. The Gathering Dark (2018)
9. Cold as the Grave (2019)
10. Bury Them Deep (2020)

### Серия „Констанс Феърчайлд“ (Constance Fairchild)
1. No Time to Cry (2018)
2. Nothing to Hide (2019)

### Серия „Балада за сър Бенфро“ (Ballad of Sir Benfro)
1. Dreamwalker (2012)
2. The Rose Cord (2012)
3. The Golden Cage (2012)
4. The Broken World (2015)
5. The Obsidian Throne (2016)

### Новели
- #ChooseThePlot (2014) – с Джейн Кейси и Кристофър Фаулър